# Haitianisch-surinamische Beziehungen
Die Haitianisch-surinamischen Beziehungen beschreiben das bilaterale Verhältnis zwischen der Republik Haiti einerseits und der Republik Suriname andererseits.

## Geschichte und Stand
Beide Länder sind Mitglieder der Vereinten Nationen, der Organisation Amerikanischer Staaten (OAS), der Karibischen Gemeinschaft (CARICOM) und der Gemeinschaft der Lateinamerikanischen und Karibischen Staaten (CELAC).
Die im Jahr 1804 von Frankreich unabhängig gewordene Republik Haiti und die 1975 von den Niederlanden in die Unabhängigkeit entlassene Republik Suriname unterhalten seit 1979 diplomatische Beziehungen.

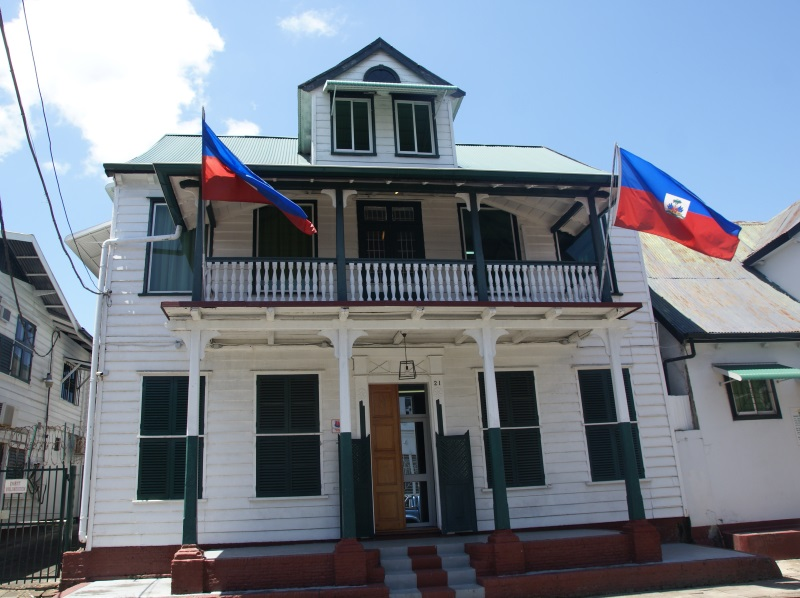
Haitianisches Generalkonsulat in Paramaribo (2016)

Suriname ist in Port-au-Prince durch einen Honorarkonsul vertreten, der angesichts der politischen und wirtschaftlichen Lage, die in die Krise in Haiti mündete, im Jahr 2016 seine Dienstgeschäfte aussetzte. Haiti eröffnete während der Amtszeit von Präsident Michel Martelly im Jahr 2013 ein Generalkonsulat in Paramaribo. Es dient vor allem der konsularischen Betreuung der in Suriname lebenden Haitianer (im Jahr 2013 rund 5000).
Im November 1975 gehörte Haiti zu den Ländern, die die Aufnahme eines unabhängigen Suriname in die Vereinten Nationen unterstützten.
Im Juni 2013 kam der surinamische Präsident Dési Bouterse zu einem Arbeitsbesuch nach Haiti. Sein ihn begleitender Außenminister Winston Lackin unterzeichnete während des Besuchs ein bilaterales Rahmenabkommen über die künftige Zusammenarbeit und ein Luftverkehrsabkommen.

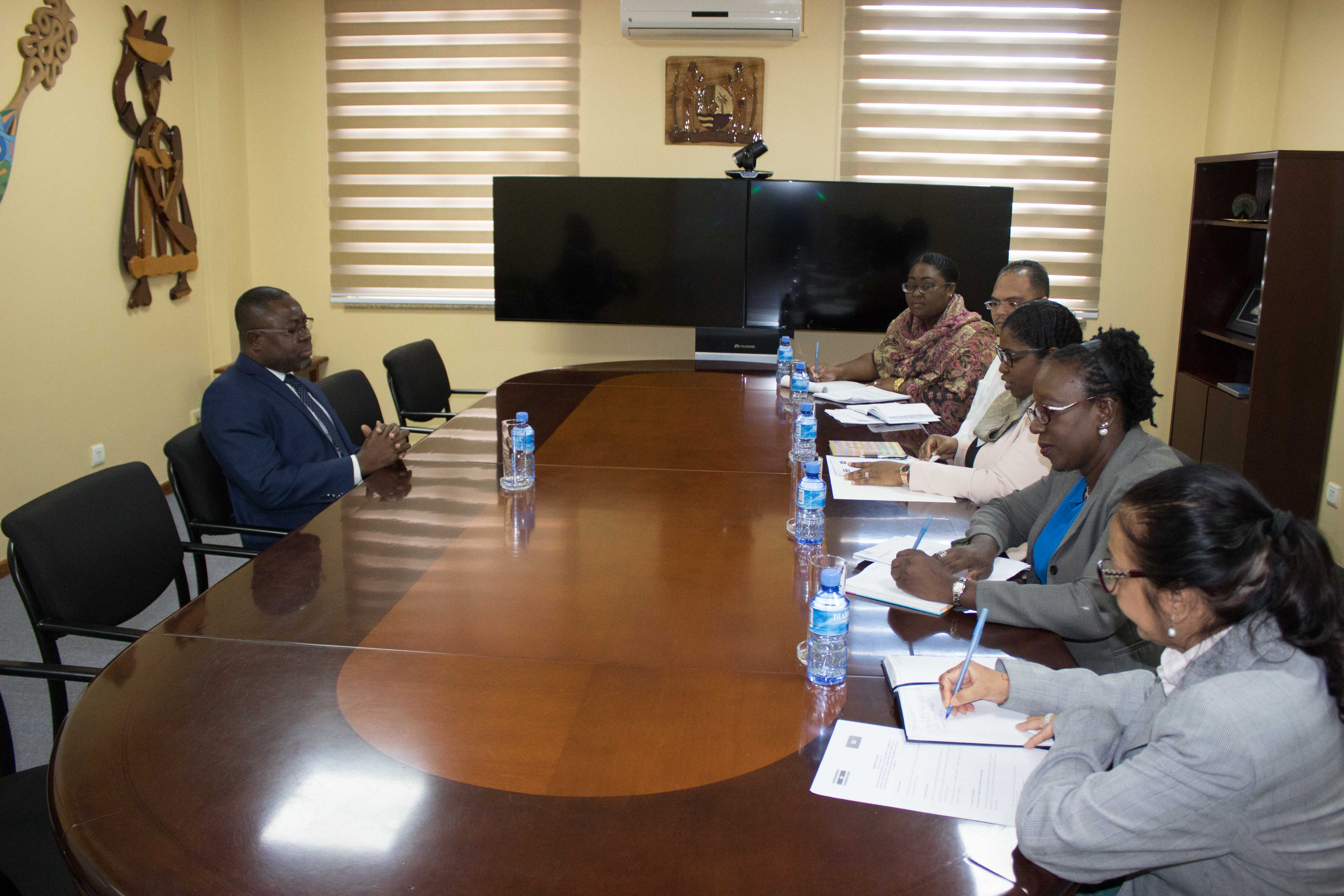
Höflichkeitsbesuch des haitianischen Generalkonsuls Mystral Jean-Charles im surinamischen Außenministerium (2019)

Der haitianische Präsident Martelly erwiderte den Besuch einen Monat später in Begleitung seines Außenministers Pierre-Richard Casimir.
Im September 2023 erklärte der surinamische Außenminister Albert Ramdin die Bereitschaft seines Landes, sich an der Mission Multinationale d’Appui à la Sécurité en Haïti zu beteiligen.